# مارينا فيازوفسكا
مارينا سيرغييفنا فيازوفسكا ((بالأوكرانية: Марина Сергіївна В'язовська)‏; ولدت عام 1984) هي عالمة رياضيات أوكرانية، اشتهرت بحلها لمسألة تعبئة الكرات في البعد الثامن عام 2016 ، وبالتعاون مع رياضياتيين آخرين، في البعد 24. كانت المسألة في السابق محلولة فقط حتى البعد الثالث، وقد كان برهان الحل ثلاثي الأبعاد في (حدسية كيبلر) يترتب على حسابات طويلة باستخدام الحاسوب. في المقابل، فإن برهان فيازوفسكا في البعدين 8 و24 «بسيط بشكل مذهل».
شاركت فيازوفسكا في المسابقة الدولية في الرياضيات لطلبة الجامعات في سنوات 2002 و2003 و2004 و2005 وهي طالبة في جامعة تاراس شيفتشينكو الوطنية في كييف، كما حصدت المركز الأول في عامي 2002 و2005.
حصلت فيازوفسكا على درجة مرشح علوم من معهد الرياضيات التابع للأكاديمية الوطنية للعلوم في أوكرانيا في عام 2010، والدكتوراه من جامعة بون في عام 2013. تمحورت أطروحة الدكتوراه, الدالات النمطية المهام والدورات الخاصة حول نظرية الأعداد التحليلية تحت إشراف البروفيسور دون زاغير. أصبحت بعدها باحثة ما بعد الدكتوراه في مدرسة برلين الرياضية وجامعة هومبولت في برلين. في مارس 2017، قامت بزيارة إلى جامعة برينستون لإلقاء محاضرة زائر مينيرفا المتميزة،  وفي إثرها ستعمل كأستاذ مساعد في المؤسسة السويسرية الفدرالية للتكنولوجيا في لوزان.
إضافة إلى عملها في مجال تعبئة الكرات، تشتهر فيازوفسكا بأبحاثها عن التصاميم الكروية مع بوندارينكو وراتشنكو. أثبتت معهما حدسية كوريفار ومايرز حول وجود تصاميم صغيرة في أبعاد اعتباطية. كانت هذه النتيجة واحدة من المساهمات التي حاز بسببها المؤلف المشارك اندريه بوندارينكو على جائزة فاسيل بوبوف في نظرية التقريب عام 2013. في عام 2016 حصلت على جائزة سالم وفي عام 2017 على جائزة كلاي البحثية عن أعمالها في مجال تعبئة الكرات والأشكال النمطية.

## منشورات مختارة
- Radchenko، Danylo؛ Viazovska، Maryna (2013)، "Optimal asymptotic bounds for spherical designs"، حوليات الرياضيات، Second Series، ج. 178، ص. 443–452، arXiv:1009.4407، DOI:10.4007/annals.2013.178.2.2، MR:3071504 {{استشهاد}}: الوسيط |الأول= يفتقد |الأخير= (مساعدة) == المراجع ==

1. ↑  "Українка Марина Вязовська - друга жінка, яка отримала найпрестижнішу математичну нагороду". BBC News Online (بالأوكرانية). 5 липня 2022. Retrieved 13 يوليو 2022. {{استشهاد ويب}}: تحقق من التاريخ في: |publication-date= (help)
2. ↑  "An EPFL mathematician is awarded a Fields Medal". Swiss Federal Institute of Technology in Lausanne (بالإنجليزية). 5 Jul 2022. Retrieved 2022-07-14.
3. ↑   https://www.heidi.news/sciences/en-quoi-consistent-les-travaux-de-maryna-viazovska-primee-par-le-prix-latsis. اطلع عليه بتاريخ 2020-09-23. {{استشهاد ويب}}: |url= بحاجة لعنوان (مساعدة) والوسيط |title= غير موجود أو فارغ (من ويكي بيانات) (مساعدة)
4. ↑   https://day.kyiv.ua/uk/article/cuspilstvo/nayprostisha-nauka. {{استشهاد ويب}}: |url= بحاجة لعنوان (مساعدة) والوسيط |title= غير موجود أو فارغ (من ويكي بيانات) (مساعدة)
5. ↑   https://scholar.google.com/citations?hl=ru&user=KntSJpQAAAAJ&view_op=list_works. {{استشهاد ويب}}: |url= بحاجة لعنوان (مساعدة) والوسيط |title= غير موجود أو فارغ (من ويكي بيانات) (مساعدة)
6. ↑  رئيس أوكرانيا (13 يوليو 2022)، Decree of the President of Ukraine، QID:Q12163592
7. ↑   https://www.mathunion.org/imu-awards/fields-medal/fields-medals-2022. {{استشهاد ويب}}: |url= بحاجة لعنوان (مساعدة) والوسيط |title= غير موجود أو فارغ (من ويكي بيانات) (مساعدة)
8. ↑   https://www.bbc.co.uk/news/resources/idt-75af095e-21f7-41b0-9c5f-a96a5e0615c1. {{استشهاد ويب}}: |url= بحاجة لعنوان (مساعدة) والوسيط |title= غير موجود أو فارغ (من ويكي بيانات) (مساعدة)
9. ↑   https://euro-math-soc.eu/news/20/05/8/prize-winners-announced. {{استشهاد ويب}}: |url= بحاجة لعنوان (مساعدة) والوسيط |title= غير موجود أو فارغ (من ويكي بيانات) (مساعدة)
10. 1 2   https://actu.epfl.ch/news/an-epfl-mathematician-is-awarded-a-fields-medal/. {{استشهاد ويب}}: |url= بحاجة لعنوان (مساعدة) والوسيط |title= غير موجود أو فارغ (من ويكي بيانات) (مساعدة)
11. ↑   https://www.ams.org/prizes-awards/pabrowse.cgi?parent_id=35. {{استشهاد ويب}}: |url= بحاجة لعنوان (مساعدة) والوسيط |title= غير موجود أو فارغ (من ويكي بيانات) (مساعدة)
12. ↑  "List of participants – FM2009 Conference  "Functional Methods in Approximation Theory and Operator Theory III,  dedicated to the memory of V. K. Dzyadyk (1919–1998)"". Institute of Mathematics of NAS of Ukraine. 2009. مؤرشف من الأصل في 2016-04-19. اطلع عليه بتاريخ 2016-04-08.
13. ↑  Вязовська М.С. (بالأوكرانية), مكتبة فيرنادسكي الوطنية الأوكرانية [الإنجليزية], Archived from the original on 2014-08-02, Retrieved 2016-04-06
14. ↑  Maryna Viazovska (بالألمانية), مكتبة ألمانيا الوطنية, Archived from the original on 2018-07-30, Retrieved 2016-04-07
15. ↑  Knudson، Kevin (29 مارس 2016)، "Stacking Cannonballs In 8 Dimensions"، فوربس (مجلة)، مؤرشف من الأصل في 2019-11-28
16. ↑  "Sphere Packing in Dimension 8"، هافينغتون بوست، 21 مارس 2016، مؤرشف من الأصل في 2017-02-11 {{استشهاد}}: الوسيط |الأول= يفتقد |الأخير= (مساعدة)
17. ↑  Loos, Andreas (21 Mar 2016), "So stapeln Mathematiker Melonen", دي تسايت (بالألمانية), Archived from the original on 2019-11-28
18. ↑  "New maths proof shows how to stack oranges in 24 dimensions"، نيو ساينتست، 28 مارس 2016، مؤرشف من الأصل في 2019-10-29 {{استشهاد}}: الوسيط |الأول= يفتقد |الأخير= (مساعدة)
19. ↑  "Sphere Packing Solved in Higher Dimensions"، Quanta Magazine، 30 مارس 2016، مؤرشف من الأصل في 2017-03-12 {{استشهاد}}: الوسيط |الأول= يفتقد |الأخير= (مساعدة)
20. ↑  IMC official results: 2002, 2003, 2004, and 2005. نسخة محفوظة 16 يوليو 2017 على موقع واي باك مشين.
21. ↑  Viazovska، Maryna (2013)، Modular Functions and Special Cycles، Doctoral dissertation، جامعة بون، مؤرشف من الأصل في 2017-06-13
22. ↑  Minerva Distinguished Visitor Lectures, Princeton University, retrieved 2017-03-20. [وصلة مكسورة] نسخة محفوظة 17 سبتمبر 2017 على موقع واي باك مشين.
23. ↑  Nominations of EPFL professors نسخة محفوظة 21 ديسمبر 2016 على موقع واي باك مشين.
24. ↑  Popov Prize previous winners، University of South Carolina, Interdisciplinary Mathematics Institute، مؤرشف من الأصل في 2019-10-30، اطلع عليه بتاريخ 2016-04-02.
25. ↑  Salem Prize 2016 نسخة محفوظة 04 يوليو 2017 على موقع واي باك مشين.
26. ↑  Clay Research Award 2017 نسخة محفوظة 11 يناير 2018 على موقع واي باك مشين.

## وصلات خارجية
- الصفحة الرئيسية لمارينا فيازوفسكا